# Jesenice (okres Příbram)
Jesenice (německy Jessenitz) je obec v okrese Příbram ve Středočeském kraji, asi 7 km jihovýchodně od Sedlčan. Žije zde 555 obyvatel.

## Historie
První písemná zmínka o obci je z roku 1400, kdy zde byl farář a ves patřila k blízkému hradu Zvěřinci. Teprve v roce 1763 byl znovu ustanoven kaplan, fara obnovena 1846.

## Obecní správa

### Části obce
- Boudy (k. ú. Jesenice u Sedlčan)
- Dobrošovice (k. ú. Dobrošovice)
- Dolce (k. ú. Bolechovice II)
- Doublovičky (k. ú. Jesenice u Sedlčan)
- Hulín (k. ú. Mezné)
- Jesenice (k. ú. Jesenice u Sedlčan)
- Martinice (k. ú. Jesenice u Sedlčan)
- Mezné (k. ú. Mezné)
- Vršovice (k. ú. Dobrošovice)

K obci patří také Dolní Mlýn, Přední Boudy, Sovův Mlýn, Strnadovský Mlýn, Úlehle a Zadní Boudy.
Sousedními obcemi sídla jsou Sedlec-Prčice, Nedrahovice a Kosova Hora.
Od roku 1550 patřila obec k Nedrahovicím a od roku 1622 k Vysokému Chlumci.

### Územněsprávní začlenění
Dějiny územněsprávního začleňování zahrnují období od roku 1850 do současnosti. V chronologickém přehledu je uvedena územně administrativní příslušnost obce v roce, kdy ke změně došlo:
- 1850 země česká, kraj České Budějovice, politický okres Votice, soudní okres Sedlčany[5]
- 1855 země česká, kraj Tábor, soudní okres Sedlčany
- 1868 země česká, politický i soudní okres Sedlčany
- 1939 země česká, Oberlandrat Tábor, politický i soudní okres Sedlčany[6]
- 1942 země česká, Oberlandrat Praha, politický i soudní okres Sedlčany[7]
- 1945 země česká, správní i soudní okres Sedlčany[8]
- 1949 Pražský kraj, okres Sedlčany[9]
- 1960 Středočeský kraj, okres Příbram
- 2003 Středočeský kraj, okres Příbram, obec s rozšířenou působností Sedlčany

## Obyvatelstvo
| 1869 | 1880 | 1890 | 1900 | 1910 | 1921 | 1930 | 1950 | 1961 | 1970 | 1980 | 1991 | 2001 | 2011 |
| ---- | ---- | ---- | ---- | ---- | ---- | ---- | ---- | ---- | ---- | ---- | ---- | ---- | ---- |
| 941  | 961  | 964  | 888  | 836  | 794  | 769  | 552  | 615  | 549  | 512  | 529  | 494  | 528  |

## Společnost

### Rok 1932
Ve vsi Jesenice u Sedlce, (přísl. Bolechovice, Boudy, Doublovičky, Martinice, 710 obyvatel, poštovní úřad, elegrafní úřad, telefonní úřad, četnická stanice, katol. kostel) byly v roce 1932 evidovány tyto živnosti a obchody: kolář, kovář, družstvo pro rozvod elektrické energie pro Jesenice a Dobrovičky, družstvo pro rozvod elektrické energie v Bolechovicích, 4 hostince, 3 krejčí, lihovar, výroba lihovin, malíř, 2 mlýny, 2 modistky, obuvník, 3 pojišťovací jednatelství, pekař, porodní asistentka, 4 rolníci, 3 řezníci, 4 obchody se smíšeným zbožím, Spořitelní a záložní spolek v Jesenici, obchod se střižním zbožím, 4 trafiky, truhlář, velkostatek, zámečník, 2 obchody se zvěřinou a drůbeží.

## Pamětihodnosti
- Kostel Nejsvětější Trojice, jednolodní, původně gotický, k němuž 1617 přistavěna věž. V pozdním baroku byl přestavěn. V jižní lodi mramorový náhrobník Jana Černína z Chudenic (1607), na severní zdi opukový náhrobník Diviše Černína z Chudenic popraveného na Staroměstském náměstí v Praze roku 1621.[12]
- Fara, přízemní barokní budova z roku 1754.
- Před kostelem památná lípa o stáří asi 350 let.
- Před kostelem Nejsvětější Trojice a budovou školy se nalézá kamenný pomník padlým v první světové válce.
- Před kostelem se nachází socha všestranného místního faráře Antonína Lega (1839–1901). Tuto žulovou sochu na jeho počest nechali zhotovit občané. Autorem sochy je místní sochař Josef Skalický. Socha byla odhalena o pouti, v červnu roku 2001.
- Výklenková kaplička se sochou svatého Jana Nepomuckého se nalézá u domu čp. 43. Socha světce je vedena v Seznamu kulturních památek v okrese Příbram.
- Kamenný most z roku 1868.
- Z obce na vrch Kalvárie vede obnovená křížová cesta zajímavá unikátní sestavou 17 křížů, vysvěcena r. 2004, o rok později rozšířena o naučnou stezku.

## Doprava

### Dopravní síť
Obcí vede silnice II/120 Klimětice – Sedlec-Prčice – Borotín – Mladá Vožice. Do obce dále vedou silnice III. třídy. Železniční trať ani stanice či zastávka na území obce nejsou.

### Autobusové doprava 2024
Autobusovou dopravu v obci Jesenice zajišťují společnosti Arriva Střední Čechy, Bus Line Jižní Čechy a COMETT PLUS. Obec je součástí Pražské integrované dopravy (PID). V obci se nachází zastávka Jesenice. Mezi další zastávky spadající pod obec jsou Jesenice,Boudy, Jesenice,Dobrošovice, Jesenice,Doublovičky, Jesenice,Martinice a Jesenice,Mezné. V místních částech Dolce, Hulín a Vršovice se autobusové zastávky nenacházejí. Obec obsluhují dvě autobusové linky: 454 a 513. Linka 454 spojuje Sedlčany s Táborem přes Nedrahovice, Jesenici, Sedlec-Prčice, Nadějkov, Jistebnici, Radkov a Balkovu Lhotu. Linka 513 spojuje Sedlčany, Nedrahovice, Jesenici, Sedlec-Prčice a Vrchotice. 

## Turistika
- Cyklistika – Obcí vedou cyklotrasy č. 11 Praha - Sedlčany - Jesenice - Sedlec-Prčice - Tábor, č. 0042 Jesenice - Chotětice - Sedlec-Prčice - Heřmaničky a č. 0074 Jesenice - Veletín - Cunkov - Jistebnice.
- Pěší turistika – Obcí vedou turistické trasy  Kosova Hora - Jesenice - Zvěřinec - Veletín - Jistebnice a  Jesenice - Libíň - Sedlčany.
- Naučné stezky – Z obce Jesenice vychází naučná stezka  Na jesenickou Kalvárii. Z osady Zadní Boudy vede naučná stezka  k pozůstatkům středověkého hradu Zvěřinec.

## Galerie

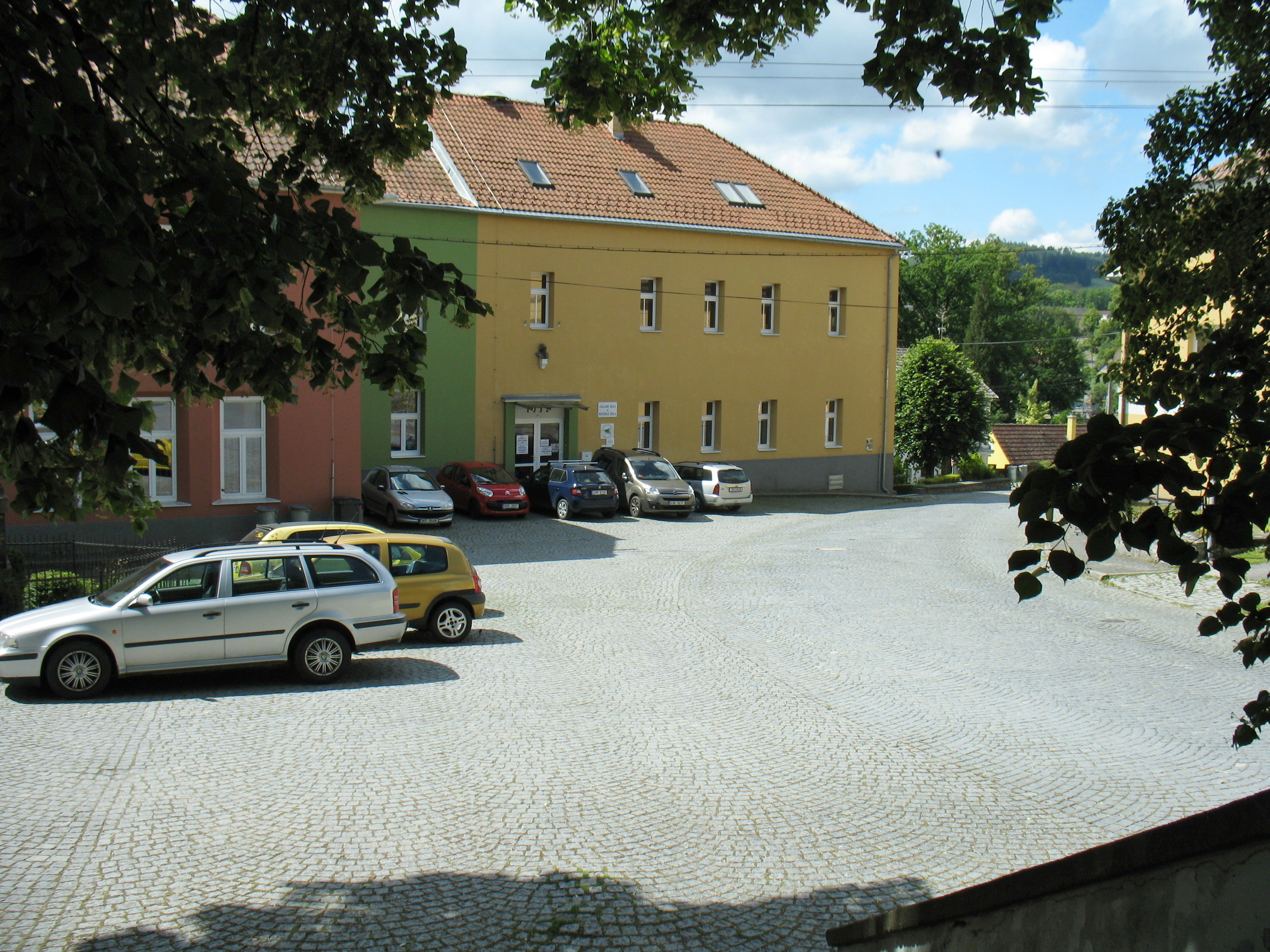
Základní škola v Jesenici
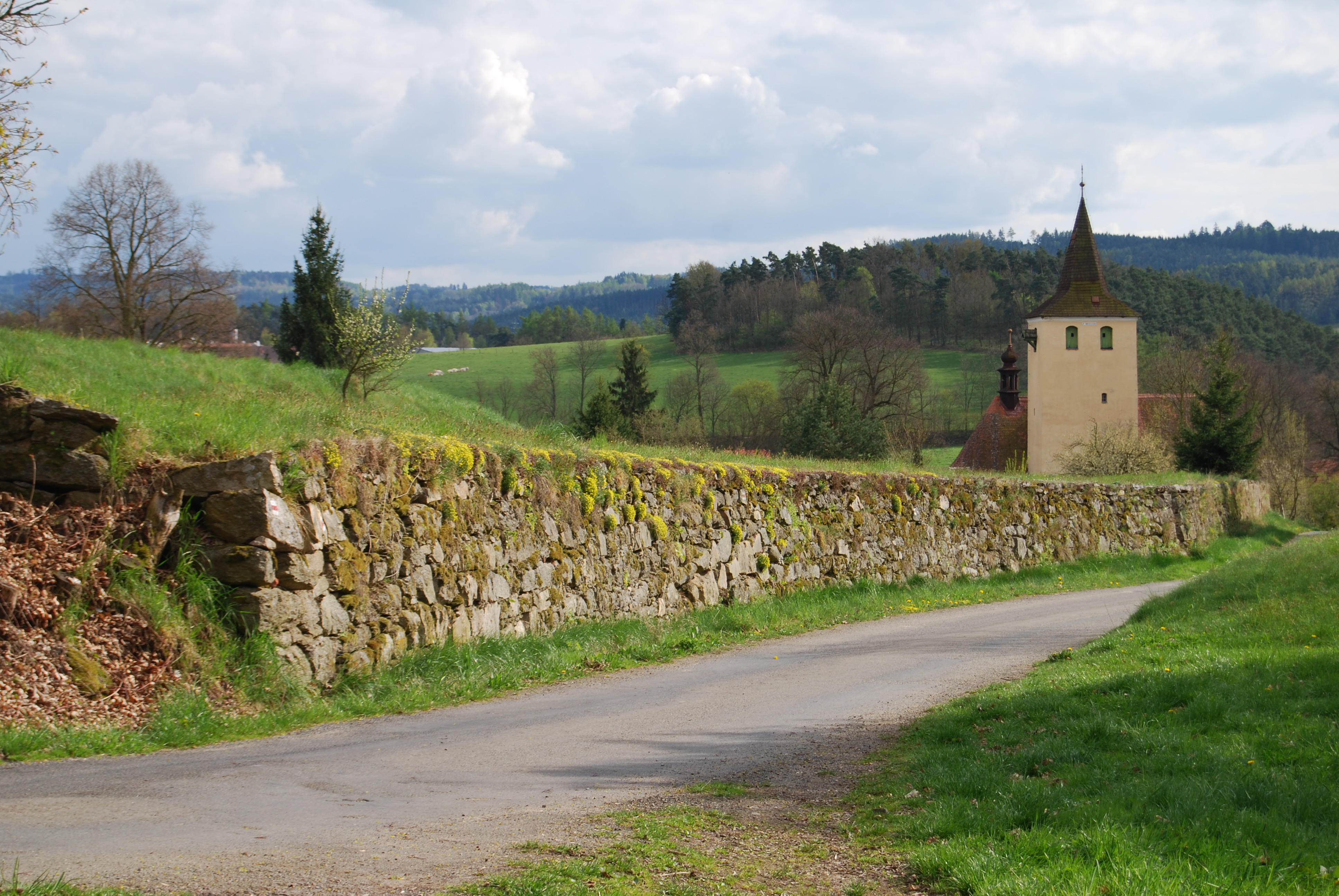
Cesta k naučné stezce
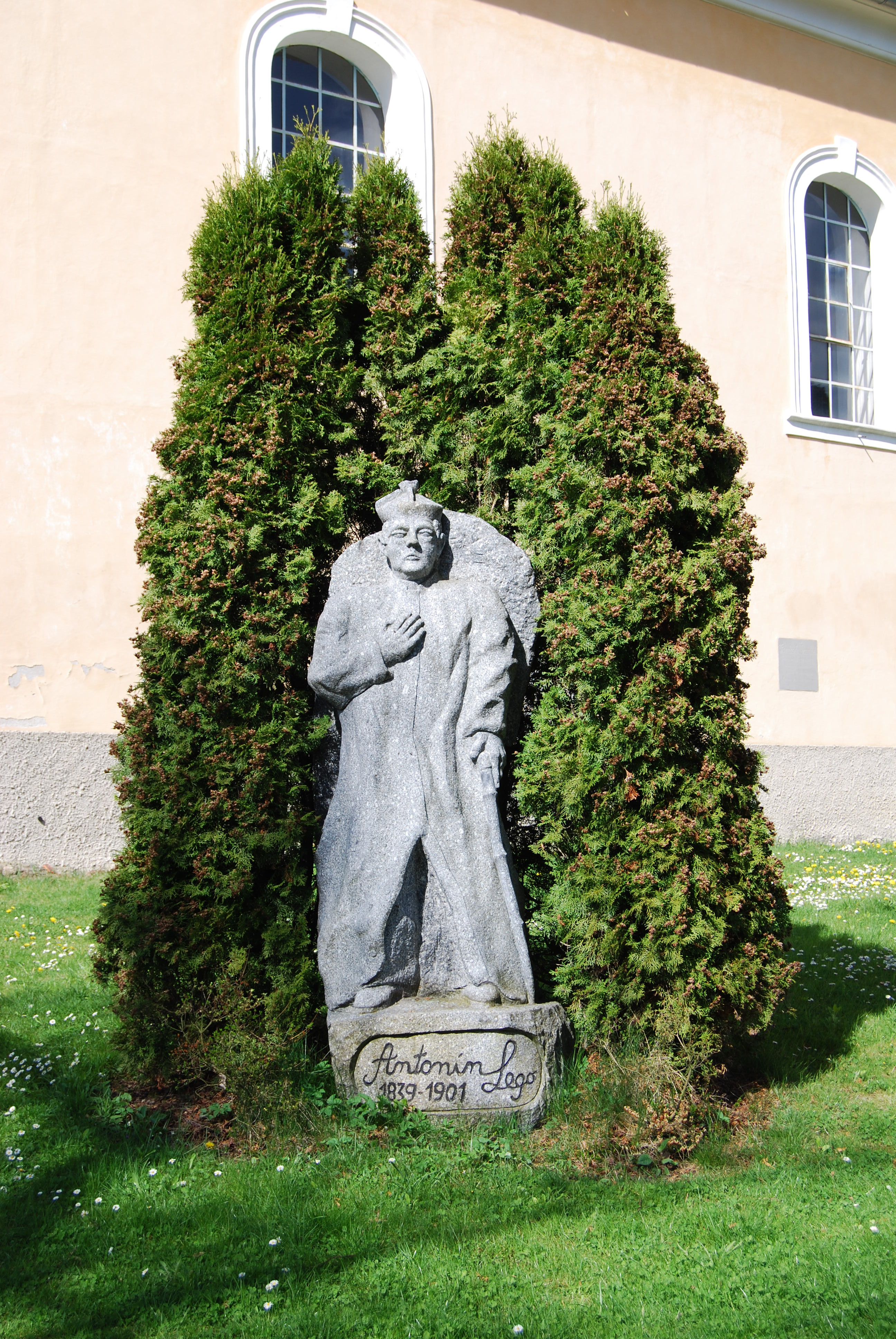
Socha faráře A. Lega
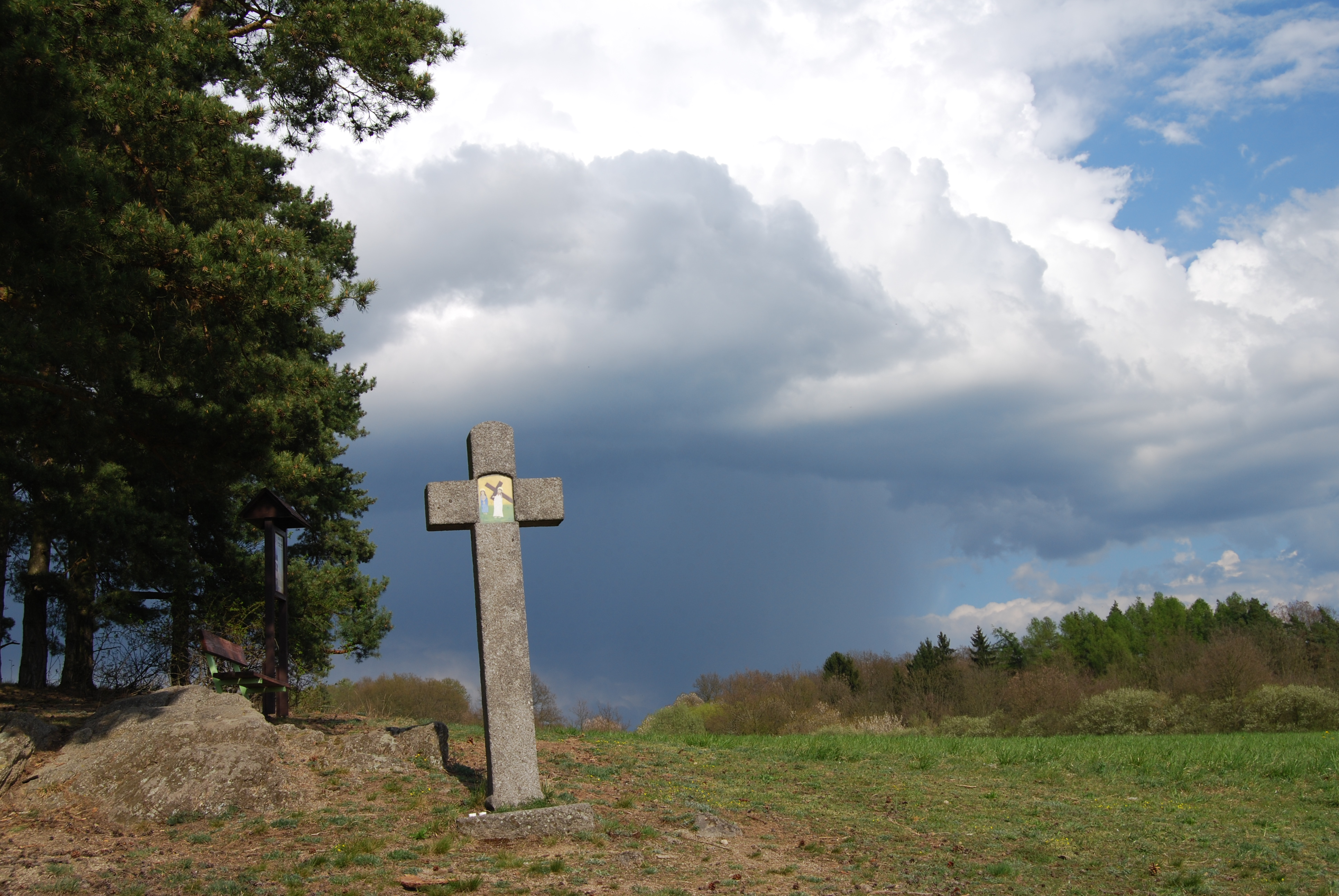
Zastavení křížové cesty
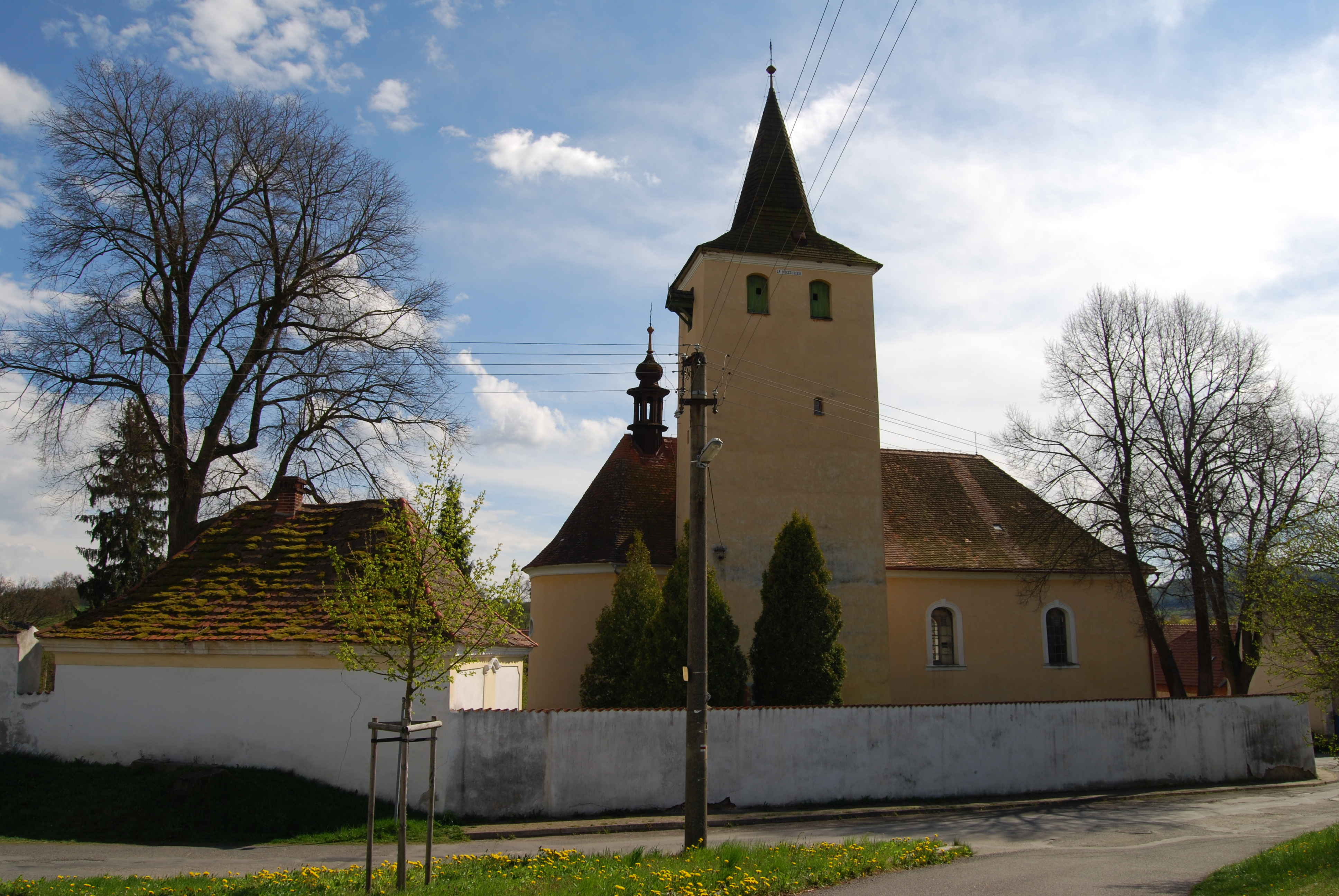
Kostel Nejsvětější Trojice